# J.C.W. Beckham
John Crepps Wickliffe Beckham, född 5 augusti 1865 i Nelson County, Kentucky, död 9 januari 1940 i Louisville, Kentucky, var en amerikansk demokratisk politiker. Han var guvernör i delstaten Kentucky 1900–1907. Han representerade Kentucky i USA:s senat 1915–1921.
Beckham studerade juridik och inledde 1893 sin karriär som advokat i Bardstown. Han var 1898 talman i Kentucky House of Representatives, underhuset av delstatens lagstiftande församling. Han tillträdde i januari 1900 som viceguvernör i Kentucky. Han tillträdde därefter som guvernör efter mordet på William Goebel. Guvernör Beckham gifte sig i november 1900 med Jean Fuqua. Paret fick två barn. Beckham efterträddes 1907 som guvernör av Augustus E. Willson.
Beckham efterträdde 1915 Johnson N. Camden Jr. som senator för Kentucky. Han förlorade knappt i senatsvalet 1920 mot republikanen Richard P. Ernst.
Beckham var presbyterian. Han gravsattes på Frankfort Cemetery i Frankfort. Beckham County i Oklahoma har fått sitt namn efter J.C.W. Beckham.